# پرینسویل (کارولینای شمالی)
پرینسویل (به انگلیسی: Princeville) شهری در ایالت کارولینای شمالی کشور ایالات متحده آمریکا است که جمعیت آن در سرشماری سال ۲۰۱۰ میلادی، ۲٬۰۸۲ نفر بوده‌است.